# Олещук Микола Миколайович
Мико́ла Микола́йович Олещу́к (нар. 25 травня 1972, м. Луцьк) — український воєначальник, генерал-лейтенант. Командувач Повітряних сил Збройних сил України (2021—2024). Герой України (2022).
У жовтні 2022 року увійшов до списку 25 найвпливовіших українських військових від НВ.

## Життєпис
Микола Олещук народився 25 травня 1972 в місті Луцьку.
Закінчив Житомирське вище училище радіоелектроніки протиповітряної оборони (1994), Харківський військовий університет (2004), Національний університет оборони України (2010).
Службу розпочав у 1994 році в місті Кам'янка-Бузька Львівської області у відділенні бойового управління радіотехнічної батареї С-300 540-го зенітного ракетного полку ППО.
До 1998 служив начальником розрахунку ЦВМ і цифрових обчислювачів відділення бойового управління радіотехнічної батареї зенітного ракетного дивізіону ЗРС С-300.
З 1998 по 2002 Микола Миколайович служив на посадах заступника командира дивізіону з озброєння — командира радіотехнічної батареї зенітного ракетного дивізіону; командира зенітного ракетного дивізіону.
Після закінчення навчання в Харківському військовому університеті Микола Олещук продовжив службу в зенітних ракетних військах України.
Зокрема, з 2004 по 2006 він був заступником командира бригади з озброєння — начальником технічної частини 160-ї зенітної ракетної бригади. У 2006—2009 роках підполковник Олещук служив командиром цієї бригади. За підсумками 2008 року 160-ту бригаду визнали однією з найкращих частин і підрозділів Збройних сил України.
З 2010 по 2012 Микола Олещук був заступником начальника штабу Повітряного командування «Південь».
У 2012—2016 роках — заступник начальника штабу Командування Повітряних сил Збройних сил України.
З 2016 по серпень 2021 року полковник (згодом генерал-майор) Олещук був начальником штабу — першим заступником командира новосформованого Повітряного командування «Схід».
9 серпня 2021 року призначений Командувачем Повітряних сил Збройних сил України.
Неодноразово залучався до виконання бойових (службових) завдань у складі сил та засобів антитерористичної операції та операції об'єднаних сил на території Донецької та Луганської областей.
Під час повномасштабного російського вторгнення генерал-лейтенант Микола Олещук організував ефективну протиповітряну оборону Києва, Одеси, Львова, Дніпра тощо. Завдяки рішенням генерал-лейтенанта вдалося вивести з-під удару літаки бригад тактичної та транспортної авіації, провести успішне застосування авіації, зенітних ракетних військ та не допущено панування ворожих літаків у повітрі.
10 жовтня 2022 року, під час масованого ракетного удару з боку Росії, його підрозділи у взаємодії з підрозділами ППО Сухопутних військ знищили 1 літак Су-25, 45 ракет різного типу, 22 дрони-камікадзе типу Shahed-136. 11 жовтня 2022 року знищено вісім таких дронів-камікадзе, 20 крилатих ракет і три БПЛА.
30 серпня 2024 року звільнений з посади Командувача Повітряних сил. Зеленський пояснив таке рішення «необхідністю посилюватись і берегти людей». Звільненню передувало те, що під час масованого удару росіян 26 серпня розбився український винищувач F-16.

## Особисте життя
має доньку та сина.

## Військові звання
- Підполковник[7]
- Полковник
- Генерал-майор (3 травня 2019)[15]
- Генерал-лейтенант (14 жовтня 2021).[16]

## Нагороди
Державні
- звання Герой України з врученням ордена «Золота Зірка» (14 жовтня 2022) — за особисту мужність і героїзм, виявлені у захисті державного суверенітету та територіальної цілісності України;[17]
- орден Богдана Хмельницького III ступеня (26 квітня 2022) — за особисту мужність і самовіддані дії, виявлені у захисті державного суверенітету та територіальної цілісності України, вірність військовій присязі[18]

Міністерства Оборони України
- нагрудний знак «Знак пошани»[19]
- пам'ятний знак «За воїнську доблесть»
- медаль «За зразкову службу у Збройних Силах України»[19]
- медаль «За зміцнення обороноздатності»[19]

Іноземні
- Орден Почесного Легіону (4 лютого 2025) Ступінь Офіцер[20]